# مسجد کاپیتان کلینگ
مسجد کاپیتان کلینگ (مالایی: Masjid Kapitan Keling) مسجدی است که در قرن نوزدهم توسط بازرگانان مسلمان هندی در شهر جرج تاون ایالت پنانگ، مالزی ساخته شد. این مسجد در گوشه خیابان باکینگهام استریت (لبوه باکینگهام) و پیت استریت (جالان مسجد کاپیتان کلینگ) واقع شده است. این مکان یک مرکز اسلامی تاریخی برجسته و بخشی از میراث جهانی جرج تاون است، و در مرکز شهر در محله مسلمانان تامیل، چولیاها، قرار گرفته است. اینجا اولین تشکیلات دائمی مسلمانان است، که در اوائل دهه ۱۸۰۰، در منطقه ایجاد شده است. کودر موحدین مریکن (Cauder Mohuddeen Merican)، به عنوان مؤسس مسجد و رهبر چولیاها شناخته می‌شود.